# Cicadas (Jatiwangi)
Cicadas is een bestuurslaag in het regentschap Majalengka van de provincie West-Java, Indonesië. Cicadas telt 3806 inwoners (volkstelling 2010).